# Checkerboard Mesa
Die Checkerboard Mesa (Schachbrett-Tafelberg) ist ein Tafelberg von 2033 m Höhe und liegt am Osteingang zum Zion-Nationalpark im US-Bundesstaat Utah. Der Berg gehört zu den Sehenswürdigkeiten des Nationalparks und ist über die Utah State Route 9 (Zion-Mount-Carmel-Highway) leicht zu erreichen.

## Geologie
Der unverwechselbare Berg besteht aus Navajo-Sandstein, der bedeutendsten und verbreitetsten Gesteinsschicht im Westen der USA. Im Zion-Canyon besitzt sie ihre größte Stärke von über 700 Metern, die weltweit als die dickste Sedimentschicht angesehen wird. Der Sandstein ist extrem porös und wird durch die Naturkräfte zu den unterschiedlichsten Formen verarbeitet. Am Checkerboard Mesa durchziehen vertikale und horizontale Furchen die Oberfläche des Berges. Die horizontalen Linien bildeten sich im Laufe der Zeit entlang der einzelnen Schichten durch Erosion und Verwitterung, während die vertikalen Vertiefungen nur an der Nordseite zu beobachten sind. Wissenschaftler haben herausgefunden, dass dieses Phänomen durch das langsamere Abschmelzen des Schnees und abfließendes Wasser entstanden ist. Durch wiederholtes Auftauen und erneutes Gefrieren wurden die Furchen erweitert.

## Checkerboard Mesa Canyon
Durch den rund zwei Kilometer langen Zion - Mount Carmel Tunnel, der 1930 fertiggestellt wurde, erreicht man auf der Utah Route 9 zunächst den Overlook Trail, der einen spektakulären Blick auf die Berge rings um den Zion Canyon bietet. In der Nähe des Ostausgangs des Zion-Nationalparks liegen mehrere Parkplätze im Angesicht der Checkerboard Mesa. Der Eingang zum Canyon liegt westlich des Berges am Highway und ist unschwer zu finden. Der Wanderweg verläuft in der Drainage zwischen der Checkerboard Mesa im Osten und der Crazy Quilt Mesa im Westen von Nord nach Süd. Der etwa drei Kilometer lange Aufstieg zum Bergsattel auf 2000 Meter dauert rund 2 – 4 Stunden. Vom höchsten Punkt aus sind im Norden die White Cliffs und im Süden in der Ferne die Umgebung des Parunuweap Canyons zu erkennen. Der Rückweg erfolgt über die gleiche Strecke.